# Chiesa di San Pietro a Campoleone
La chiesa di San Pietro a Campoleone è una chiesa ubicata a Scala, nella frazione di Campoleone.

## Storia
Della chiesa non si conosce la data precisa di costruzione: dall'aspetto architettonico si suppone che possa essere stata edificata tra il X e l'XI secolo, probabilmente la prima tra le chiese di Scala; tuttavia, le prime notizie che la riguardano risalgono al XIV secolo. Originariamente era dedicata a san Michele Arcangelo e solo successivamente a san Pietro: era infatti anche chiamata San Pietro a Castagna.
Nel XVIII secolo gli interni vennero decorati in stile barocco. Nel corso del XIX secolo, oltre ad essere soppressa la parrocchia, unita a quella del di San Lorenzo, subì ulteriori lavori di restauro: in questo caso le colonne che dividevano la navata centrale da quella di sinistra furono inglobate in pilastri per risolvere i problemi di stabilità.
Tra il 1963 e il 1964, per volere di don Giuseppe Imperato, fu nuovamente ristrutturata: furono eliminate tutte le aggiunte barocche per farle riassumere il suo aspetto romanico; fu inoltre abbattuto il portico, ricostruito nel 1970 seguendo le linee di quello originario. Altri lavori di consolidamento si ebbero a seguito del terremoto del 1980: venne riaperta al culto nel 1990.

## Descrizione
La chiesa è situata nella piazza principale della frazione di Campoleone. Esternamente è caratterizzata da un portico a tre fornici con archi ogivali: quello centrale è di maggiori dimensioni rispetto ai due laterali; le volte del portico sono estradossate. Il resto della facciata emerge dal retro del portico: corrisponde alla navata centrale e ha una forma a capanna con doppio spiovente e finestra ovale centrale. Due portali, sormontati da lunette, uno centrale e uno a destra, consentono l'accesso alla chiesa.
Internamente è in stile romanico ed è divisa in tre navate terminanti con abside, senza transetto: la navata centrale è divisa da quella di sinistra tramite pilastri mentre è divisa da quella di destra da colonne in marmo. La navata centrale, sul cui abside di fondo è il presbiterio con altare maggiore in stile barocco, ha una copertura con capriate in legno e le due laterali volte a botte. Negli archi che dividono la navata centrale da quella di destra si trovano tracce di affreschi: il resto dell'interno è intonacato in bianco. Dalla navata destra si accede alla sacrestia mentre da quella di sinistra alla cripta: questa è costituita da una navata posizionata perpendicolarmente rispetto alla chiesa sovrastante, suddivisa in tre campate con volta a crociera. La cripta è intonacata in bianco ma sopravvivono resti di affreschi come quello del Cavaliere di Malta nell'abside. Sulla sacrestia si innalza il campanile.